# René Schneider (football)
Pour les articles homonymes, voir René Schneider et Schneider.
René Schneider est un footballeur allemand né le 1er février 1973 à Schwerin.

## Carrière
- 1989-1993 : FC Magdebourg  Allemagne
- 1993-1994 : Stahl Brandebourg  Allemagne
- 1994-1996 : FC Hansa Rostock  Allemagne
- 1996-1999 : Borussia Dortmund  Allemagne
- 1999-2001 : FC Hansa Rostock  Allemagne
- 2001-2002 : Hambourg SV  Allemagne
- 2003-2004 : VfL Osnabrück  Allemagne
- 2004-2007 : SV Warnemünde  Allemagne